# Batu Kucing (Rawas Ilir)
Batu Kucing is een bestuurslaag in het regentschap Musi Rawas van de provincie Zuid-Sumatra, Indonesië. Batu Kucing telt 1550 inwoners (volkstelling 2010).